# Гиоане, Тибериу
Тибериу Гиоане (рум. Tiberiu Ghioane; 18 июня 1981, Тыргу-Секуеск) — румынский футболист.

## Карьера

### Клубная
В высшей лиге чемпионата Украины за «Динамо» провёл 165 матчей, забил 32 мяча.
В Кубке Украины за «Динамо» провёл 37 матча, забил 7 мячей.
В еврокубках за «Динамо» сыграл 38 матчей, забил 2 мяча. Универсальный футболист, в основном играл в центре полузащиты, но был способен сыграть центрального защитника и даже либеро.
Перешёл в «Динамо» из бухарестского «Рапида».

## Достижения
- Чемпион Украины 2002/03, 2003/04, 2006/07, 2008/09
- Обладатель Кубка Украины 2003, 2005, 2007
- Обладатель Кубка Первого канала 2008

## Интересные факты
- За время пребывания в «Динамо» Гиоане играл под тремя разными номерами — 9, 17 и 4.